# Trimer
Trimer é uma comuna francesa na região administrativa da Bretanha, no departamento Ille-et-Vilaine. Estende-se por uma área de 3,52 km². Em 2010 a comuna tinha 215 habitantes (densidade: 61,1 hab./km²).